# Castle Semple

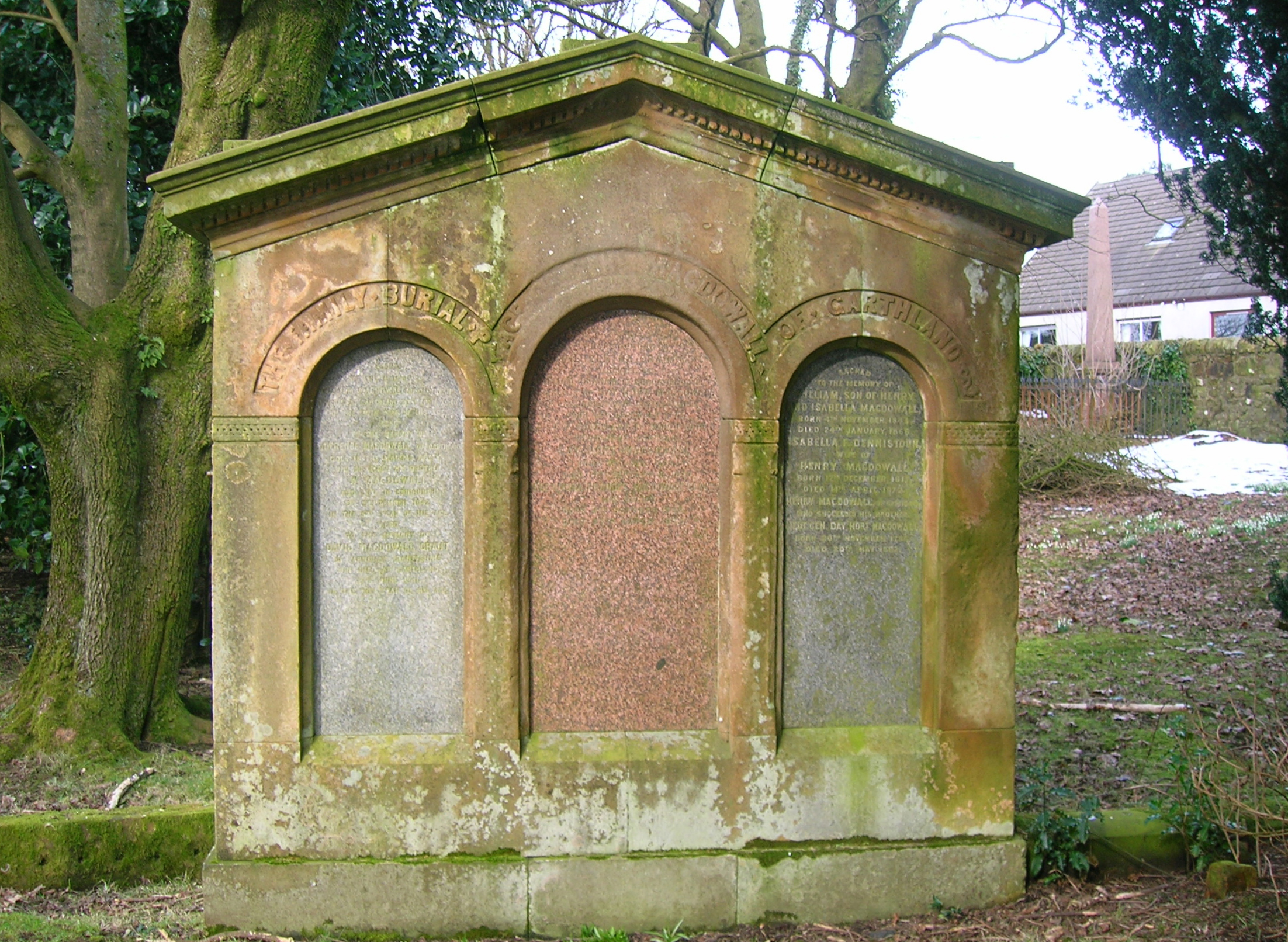
Denkmal der Familie MacDowall von Garthland und an das Anwesen von Castle Semple in Lochwinnoch im schottischen Renfrewshire

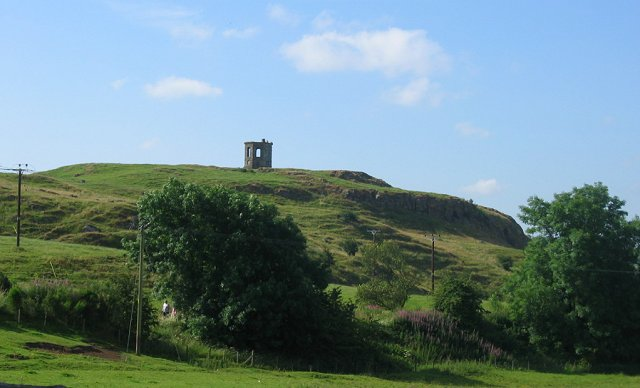
Tempel auf dem Kenmuir Hill in der Nähe von Castle Semple bei Howwood

Castle Semple (früher auch Castletoun) war ein Landhaus am östlichen Ende des Castle Semple Loch im Clyde Muirshiel Regional Park in der schottischen Council Area Renfrewshire.

## Geschichte
John Sempill, 1. Lord Sempill, ließ das Haus erbauen, oder vermutlich eher wiederaufbauen, und änderte seinen Namen von Castletoun in Castle Semple. Im Atlas Major von Willem Blaeu, der 1654 aufgelegt wurde, ist das Landhaus mit einem Zeichen dargestellt, mit dem die größten Burgen bezeichnet werden. In George Crawfords Buch History of Renfrewshire (1710) schrieb er: „Über dem Ufer des Sees steht die Burg von Sempill, das Hauptanwesen einer freundlichen Lordschaft desselben Namens, das aus einem großen Hof mit teilweise anscheinend sehr alter Bausubstanz besteht, geschmückt mit angenehmen Obsthainen und Gärten.“ Laut Gardener wurde Castletoun 1492–1493 errichtet, aber Millar behauptet, dass die Bauzeit eher um 1550 war, sodass das Landhaus ein Nachfolger von Elliston Castle war.
Das Anwesen wurde von Hugh Sempill, 12. Lord Sempill, 1727 an Colonel William MacDowall († 1748), einen jüngeren Sohn des Clan MacDowall, verkauft. 1735 ließ M’Dowall das Haus abreißen und ein neues an derselben Stelle bauen. Das neue Castle Semple war ein feines, neugotisches Landhaus, das für seine ausgedehnten Gärten, die das Zentrum des 360 Hektar großen Anwesens bildeten, bekannt war. 1818 verkaufte MacDowall Castle Semple an John Harvey, Esq., aus Jamaika. Einige Arbeiter, die 1830 Abwasserrohre reparierten, fanden Teile der Fundamente des alten Landhauses, die noch unter der Erdoberfläche existierten.
Das Landhaus brannte 1924 ab und die Ruine wurde schließlich 1960 abgerissen. Der Billardraum und die Stallungen wurden mit einem neuen Dach versehen und als landwirtschaftliche Gebäude genutzt. Eindrucksvolle Torbögen und eine Folly in Form eines kleinen Tempels auf einem Hügel am Nordende des Sees sind alles, was von dem Anwesen erhalten blieb.

## Anwesen
Eine kupferne Kanone mit dem Wappen Schottlands und den Initialen „J.R.S.“ eingraviert wurde im See in der Nähe des Peel Tower gefunden. Dies Reliquie wurde in Castle Semple aufbewahrt.
Eine Zeitlang führte die Glasgow and Ayr Railway durch das Anwesen von Castle Semple und unmittelbar am See vorbei. Castle Semple hatte seinen eigenen Bahnhof, der aber nie öffentlich zugänglich war. Es gab dort einen einfachen Bahnsteig, der meist von Arbeitern des Anwesens benutzt wurde. Wäre der Bahnhof jemals für den öffentlichen Gebrauch offen gewesen, hätte er wohl Howwood oder St Bryde’s (nach dem nahegelegenen St Bryde’s House oder St Bryde’s Burn) geheißen. Das Gleisbett der abgebauten Eisenbahnlinie ist heute Teil der National Cycle Route No. 7.
Lord Semple ließ ein Kollegiatstift in der Nähe des Sees errichten; ein Stein in der Außenmauer der Castle Semple Collegiate Church trägt die Initialen „R. L. S.“ und das Wappen der Sempills und Montgomerys. Östlich des Sees und an seiner Südseite gibt es Überreste des alten Turms von Elliston Castle, der Burg der Familie Semple vor 1550.
Den „Tempel“ auf Kenmuir Hill beim Castle Semple hat Historic Scotland als historisches Bauwerk der Kategorie B gelistet.